# 军宿
军宿（?—?），西汉时车师前部王。
军宿原是车师太子，焉耆王外孙。汉昭帝时，匈奴派四千骑兵驻守车师。汉宣帝派五将率兵攻打匈奴，驻车师的匈奴骑兵逃走，车师与汉朝通好。匈奴想要召军宿为人质，军宿逃亡焉耆，车师王立子乌贵为太子，乌贵后为车师王。地节二年（前68年），匈奴于是攻打车师，乌贵逃亡乌孙，汉宣帝下诏立在焉耆的军宿为车师王。把车师国民迁居到渠犁，车师故地则沦陷入匈奴，匈奴另立兜莫为王。军宿与匈奴绝，归附汉朝。